# Cierp-Gaud
Cierp-Gaud település Franciaországban, Haute-Garonne megyében. Lakosainak száma 696 fő (2022. január 1.). Cierp-Gaud Saléchan, Esbareich, Mauléon-Barousse, Thèbe, Baren, Burgalays, Chaum, Esténos, Marignac, Signac és Cazarilh községekkel határos.

## Népesség
A település népességének változása:
| Lakosok száma | 782  | 753  | 751  | 734  | 728  | 730  | 719  | 707  | 696  |
|               | 2013 | 2015 | 2016 | 2017 | 2018 | 2019 | 2020 | 2021 | 2022 |